# Centeterus alpinus
Centeterus alpinus är en stekelart som först beskrevs av Cameron 1885.  Centeterus alpinus ingår i släktet Centeterus och familjen brokparasitsteklar. Inga underarter finns listade.